# Prawo Bronxu
Prawo Bronxu (oryg. A Bronx Tale) – amerykański film z 1993 roku w reżyserii Roberta De Niro na podstawie sztuki Chazza Palminteriego. Wyprodukowany przez wytwórnię Savoy Pictures.
Premiera filmu odbyła się 14 września 1993 podczas 18. Międzynarodowego Festiwalu Filmowego w Toronto. Piętnaście dni później, 29 września, obraz trafił do kin na terenie Stanów Zjednoczonych. W Polsce premiera filmu odbyła się 18 sierpnia 1995.

## Fabuła
Akcja filmu rozgrywa się w latach 60. XX wieku w Nowym Jorku. Dorastający Calogero, zafascynowany gangsterem Sonnym (Chazz Palminteri), staje się świadkiem jego zbrodni. Nie zdradza sprawcy policji. Wdzięczny przestępca wprowadza go w swoje interesy. Chłopak nie zważa na przestrogi ojca Lorenzo (Robert De Niro) i ponosi tego konsekwencje.

## Obsada
- Robert De Niro jako Lorenzo
- Chazz Palminteri jako Sonny
- Lillo Brancato jako Calogero w wieku 17 lat
- Francis Capra jako Calogero w wieku 9 lat
- Taral Hicks jako Jane
- Kathrine Narducci jako Rosina
- Clem Caserta jako Jimmy Whispers
- Alfred Sauchelli Jr. jako Bobby Bars
- Joe Pesci jako Carmine
- Frank Pietrangolare jako Danny K.O

## Produkcja
Zdjęcia do filmu kręcono w Nowym Jorku i Jersey City (New Jersey). Okres zdjęciowy trwał od 31 sierpnia do 18 grudnia 1992 roku.

## Odbiór
Film Prawo Bronxu spotkał się z pozytywną reakcją krytyków. W serwisie Rotten Tomatoes, 96% z dwudziestu ośmiu recenzji filmu jest pozytywne (średnia ocen wyniosła 7,4 na 10). Na portalu Metacritic średnia ocen z 15 recenzji wyniosła 80 punktów na 100.

### Nagrody i nominacje
| Rok  | Miejsce                                       | Nagroda   | Kategoria                  | Odbiorcy i nominowani | Wynik     |
| ---- | --------------------------------------------- | --------- | -------------------------- | --------------------- | --------- |
| 1993 | 50. Międzynarodowy Festiwal Filmowy w Wenecji | Złoty Lew | Udział w konkursie głównym | Robert De Niro        | nominacja |